# Paul Mühlbach
Paul Mühlbach (* 27. Dezember 1849 in Frankfurt (Oder); † 16. November 1908 in Königsberg i. Pr.) war ein deutscher Stadtbaurat in Königsberg.

## Leben

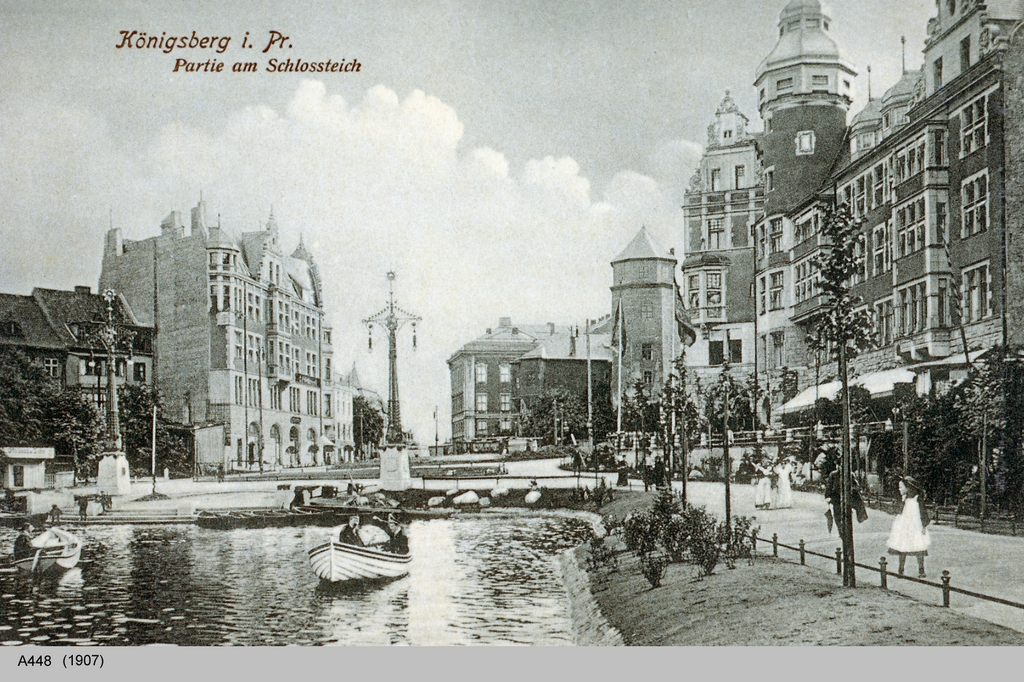
Geöffneter Blick vom Schlossteich zum Haberturm

Mühlbach studierte an der Berliner Bauakademie. Die Prüfung als Bauführer bestand er mit Auszeichnung. Im Preußischen Kriegsministerium wurde er unter anderem mit dem Bau des Garnisonslazaretts in Königsberg beschäftigt. Auf seine Bewerbung wurde er 1887 in Königsberg zum Stadtbaurat gewählt. Viele seiner Bauten gaben dem Stadtbild ein neues Gepräge. Er baute den Schlachthof (Königsberg), die Krankenhäuser in Königsberg, viele Schulen und die Feuerwehrhäuser. Die Freilegung der Nordostecke vom Königsberger Schloss (1900) mit dem Abbruch der Häuser am Südufer des   Königsberger Schlossteichs ließ Schlossplatz und Münzplatz ineinander übergehen. Mühlbach starb kurz vor seinem 59. Geburtstag.